# Hans Brinkmann

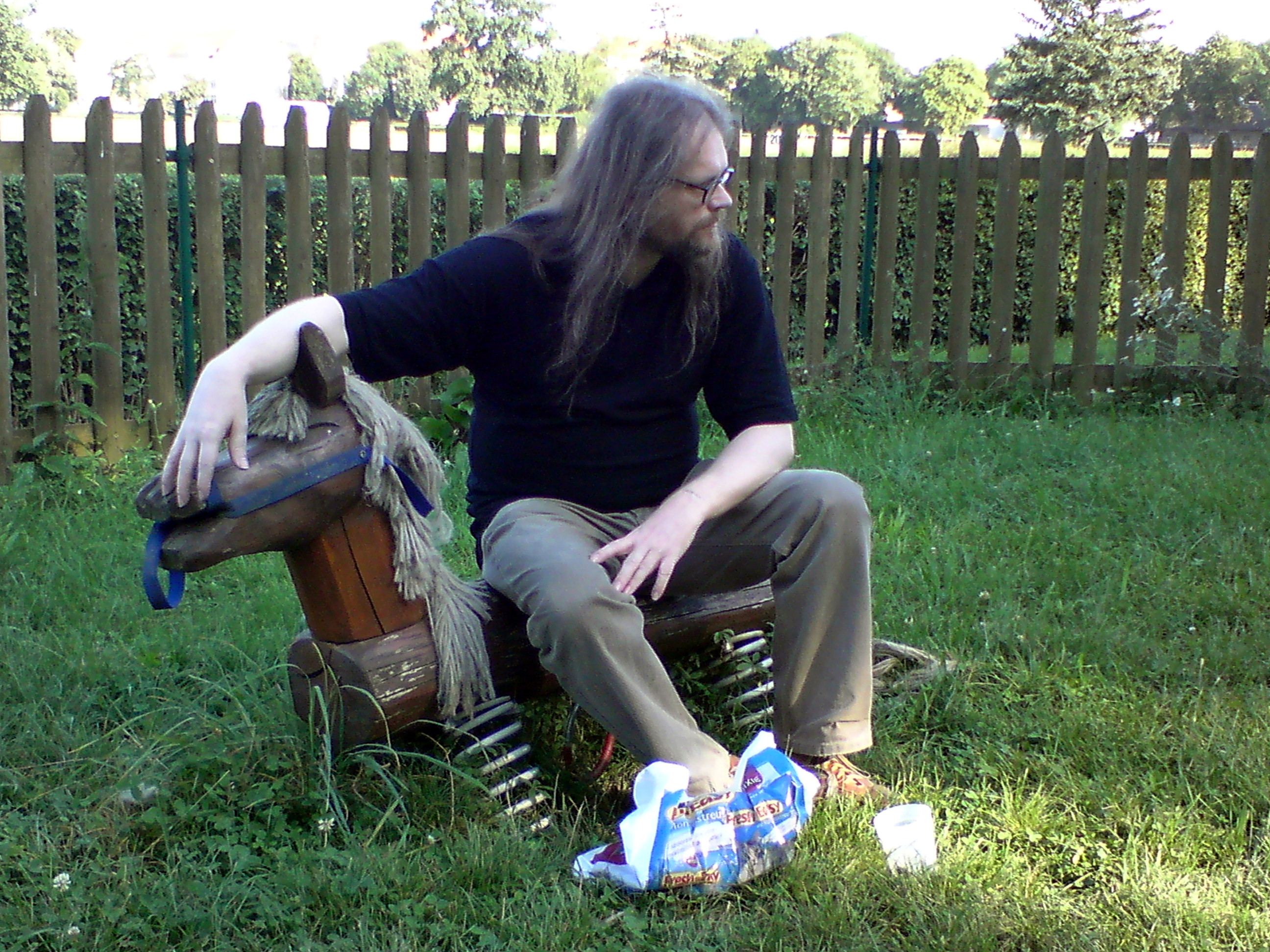
Hans Brinkmann 2009

Hans Brinkmann (* 26. Dezember 1956 in Freiberg/Sachsen) ist ein deutscher Schriftsteller, Journalist und Kunstkritiker.

## Leben und Werk
Brinkmann studierte Museologie in Leipzig, arbeitete anschließend in Schloss Hinterglauchau und später in der Stadt- und Bezirksbibliothek Karl-Marx-Stadt.
Seit 1976 wird eine Vielzahl seiner Gedichte in Zeitungen, Zeitschriften, Ausstellungskatalogen und Anthologien (u. a. bei Reclam, S.Fischer, Poesiealbum neu) veröffentlicht. Darüber hinaus ist er mit zahlreichen Werkseinführungen, Kommentaren und Essays in Publikationen der bildenden Künste vertreten.
Der Autor lebt in Chemnitz.

## Auszeichnungen
- 1992 Stipendium der Deutschen Akademie Rom Villa Massimo
- 2000 Gewinner des 1. Chemnitzer Poetry Slam
- 2004 Arbeitsstipendium des Sächsischen Staatsministeriums für Wissenschaft und Kunst
- 2009 Arbeitsstipendium der Kulturstiftung des Freistaates Sachsen
- 2011 "Bunter Hund" Publikumspreis im Rahmen der Leipziger Buchmesse für "Die Butter vom Brot"
- 2012 Arbeitsstipendium der Kulturstiftung des Freistaates Sachsen
- 2018 Arbeitsstipendium der Kulturstiftung des Freistaates Sachsen
- 2019 Stadtschreiber in Tampere (Finnland)

## Veröffentlichungen
- Poesiealbum 170, 1981.
- Wasserstände und Tauchtiefen. Gedichte. Verlag Neues Leben, Berlin 1985.
- Federn und Federn lassen. Gedichte. Verlag Neues Leben, Berlin 1988.
- Außer Trost. Gedichte und Prosa. Octopus Verlag, Berlin 1992.
- Schlummernde Hunde. Gedichte. Eichenspinner Verlag, Chemnitz 2006, ISBN 9783939927006.
- knicken! gedichte. Eichenspinner Verlag, Chemnitz 2009, ISBN 9783939927020.
- Milchmädchen, rechne dich! Erzählungen. Eichenspinner Verlag, Chemnitz 2009, ISBN 9783939927037.
- Die Butter vom Brot. Gesellschaftsroman. Eichenspinner Verlag, Chemnitz 2011, ISBN 9783939927051.
- DESPOTIE. Gedichte nebst einem Essay des Autors. Eichenspinner Verlag, Chemnitz 2013, ISBN 9783939927075.
- Der Tag, an dem der Kalender zurückkehrt. 10 mal 6 Gedichte zum 60. Geburtstag von Hans Brinkmann auf Deutsch, Finnisch, Polnisch, Ungarisch, Albanisch, Griechisch, Türkisch, Russisch, Japanisch und Englisch. Eichenspinner Verlag, Chemnitz 2017, ISBN 9783939927129.
- Die Unheit. Gedichte. Eichenspinner Verlag, Chemnitz 2018, ISBN 9783939927150.
- Fabelbuch. Eichenspinner Verlag, Chemnitz 2021, ISBN 9783939927167.
- Inhalte. Gedichte und Notizen Eichenspinner Verlag, Chemnitz 2024, ISBN 9783939927174.

### Anthologien und Literaturzeitschriften (Auswahl)
- Ralph Grüneberger (Hg.)/Gesellschaft für zeitgenössische Lyrik. Poesiealbum neu. Ausgaben 2/2010, 1/2011.